# تتا
تتا إحدى قرى مركز منوف التابع لمحافظة المنوفية بجمهورية مصر العربية، ويحدها قرى غمرين وسنجرج ومنشأة سلطان.

## التاريخ
ذكرها علي مبارك في كتابه الخطط التوفيقية، حيث ذكر أنها من قرى مديرية المنوفية بقسم منوف، وبها جامع ومعمل دجاج وحديقة كبيرة.

## السكان
بلغ عدد سكان تتا 15,370 نسمة، منهم 7908 رجل و7،462 إمرأة، حسب الإحصاء الرسمي لعام 2006.

## أحداث
شهدت القرية لغطًا وحالة غضب بين مسيحيي القرية في فبراير 2010، بعد مقتل شاب مسيحي على يد شرطي مسلم.